# Erik Poulsen
Erik Poulsen, né le 16 juin 1967 à Holstebro, est un homme politique danois et député européen depuis le 22 novembre 2022 en remplacement de Linea Søgaard-Lidell et siège jusqu'en 2024.